# Donje Crniljevo
Donje Crniljevo (Servisch cyrillisch Доње Срниљево) is een plaats in de Servische gemeente Koceljeva. De plaats telt 981 inwoners (2002).